# 새 (소설)
《새》(영어: The Birds)는 대프니 듀모리에의 스릴러 중편 소설이다. 제2차 세계 대전이 끝난 직후 모리에의 고향인 콘월을 배경으로 한 농장 일꾼과 그의 가족, 마을 공동체를 새 떼가 습격해온다는 이야기이다. 1952년 단편집 《사과나무》에 처음 발표되었으며, 이 단편집은 나중에 《새들, 그리고 다른 이야기들》로 표제를 바꾸어 재출간되었다.
대한민국에는 생각의나무 고딕총서에서 단편집 《새》를 박연진 번역으로 처음 출간하였다가 절판되었고, 이후 현대문학 세계문학단편선에서 듀모리에의 다른 단편들과 함께 이상원 번역으로 새로 출간하였다.
앨프리드 히치콕 감독이 이 작품의 설정을 빌려와 동명의 영화를 제작하였다. 소설과 영화는 새떼의 습격이라는 설정만 같고 인물과 내용은 다르다. 2009년에는 아일랜드의 극작가 코너 맥퍼슨이 더블린 게이트 극장에서 공연할 무대극으로 각색했다.

## 줄거리
냇 호켄은 전쟁으로 장애를 입은 참전용사로, 콘월 해안가에 있는 트리그 씨의 농장에서 시간제 일을 하고 있다. 12월 초의 어느 날, 그는 평소와 달리 불안한 듯 움직이는 거대한 새 떼를 발견하고, 이 새들이 겨울이 다가온다는 메시지를 받은 것이라고 생각한다.
그날 밤 날씨는 매섭게 추워진다. 냇은 침실 창문을 끊임없이 두드리는 새 소리를 듣고, 창문을 열자 여섯 마리 가량의 새들이 그의 얼굴을 향해 날아와 눈을 쪼려 한다. 아이들이 비명을 지르는 소리를 듣고 그들의 방으로 달려가보니 더 많은 새들이 아이들을 공격하고 있었다. 담요를 무기 삼아 가능한 한 많은 새를 죽인다. 아침이 되자 죽은 울새와 핀치를 비롯한 작은 새들이 50마리나 되었다. 나머지는 사라졌다.
냇은 이웃들에게 밤에 있었던 일을 이야기하지만 아무도 믿지 않는다. 죽은 새들을 처리하기 위해 해변으로 가던 중, 바다 위에 보이는 하얀 물결이 실은 파도를 타고 있는 수만 마리의 갈매기라는 것을 깨닫는다. 이들은 마치 무언가를 기다리는 듯했다. 무선으로 BBC는 영국 전역에서 새들이 집결하고 있으며 사람들이 공격을 받고 있다고 보도한다. 이번에는 갈매기들의 공격이 있을 것이라 예상한 냇은 오두막집의 창문을 널빤지로 막는다. BBC 아나운서는 앞으로 닥칠 사태의 심각성을 이해하지 못하는 것처럼 보인다. 오후 3시경, 엄청난 수의 갈매기가 날아올라 하늘을 어둡게 만든다.
학교 버스 정류장에서 딸을 데리러 가던 냇은 트리그 씨를 만나고, 그는 자신의 차로 딸을 데려다주기로 한다. 트리그 씨는 공식 발표에도 동요하지 않고 새들을 스포츠 삼아 사냥하겠다는 계획을 세운다. 냇은 서둘러 걸어서 귀가한다. 마지막 들판에 도착하자마자 갈매기들이 내려와 그의 손과 손목, 목을 공격한다. 피를 흘리며 그가 겨우 문을 열고 들어서는 순간, 머리 위에서 큰 갈매기 한 마리가 날개를 접고 돌덩이처럼 떨어진다.
전국적으로 거대한 새 떼가 모여들어 의도적으로 건물 안으로 침입하려 한다. 국가 비상사태가 선포되고, 사람들은 집 밖으로 나가지 말라는 지시를 받는다. 뉴스 아나운서는 BBC가 그날 밤 방송을 중단하고 다음 날 아침에 재개할 것이라고 말한다.
냇은 가족들을 안전을 위해 부엌으로 데려간다. 그곳에서 그들은 창틀에 빽빽이 달라붙어 침입하려는 새들의 둔탁한 소리를 들을 수 있었다. 저녁 식사 중에 해군 함포 소리와 비행기 소리가 들리고, 이어서 새들이 프로펠러에 몸을 날리며 비행기가 추락하는 소리가 들린다. 결국 공격은 잦아든다. 냇은 새들이 밀물 때만 공격한다는 것을 알아낸다.
다음 날, 무선 방송은 재개되지 않는다. 새들은 다시 한번 오두막집을 공격하며, 심지어 굴뚝으로도 침입을 시도한다. 썰물 때의 소강 상태를 이용해 냇과 가족들은 물자를 구하러 트리그 씨의 농장으로 걸어간다. 그들은 죽은 새들이 쌓여있는 곳을 지나가는데, 살아있는 새들이 멀리서 그들을 지켜보고 있었다. 집에서 참혹하게 죽은 트리그 씨 부부와 들판에서 죽은 농장 일꾼 짐을 발견한 후, 물자를 모아 집으로 돌아온다. 돌아오는 길에 죽은 우편배달부를 지나치고 마을의 공영주택에서는 생명의 기척이 전혀 없다. 밀물이 되자 새들은 다시 공격을 시작한다. 냇은 매들이 문을 집중적으로 공격하며 나무가 쪼개지는 소리를 듣는다. 마지막 담배를 피운 후, 빈 담배갑을 불 속에 던져 넣고 그것이 타는 것을 지켜본다.

## 해석
이 이야기는 제2차 세계 대전 당시 영국인들의 경험을 반영한 것으로, 시민을 보호하지 못하는 정부의 무능함과 공격적인 침입자들에 의한 가정 공간의 침해에 대한 불안을 환기한다는 해석이 있다.

## 배경
듀모리에는 밭을 갈고 있는 농부가 갈매기 떼의 공격을 받는 광경에서 영감을 받아 이 이야기를 썼다.